# 6205 Menottigalli
6205 Menottigalli è un asteroide della fascia principale del diametro medio di circa 7,8 km. Scoperto nel 1983, presenta un'orbita caratterizzata da un semiasse maggiore pari a 2,3638380 UA e da un'eccentricità di 0,2323706, inclinata di 13,79799° rispetto all'eclittica.